# 林述巍
林述巍（1977年9月15日—），福建厦门人，常驻成都，厨房营运总监、行政主厨，现任洲际酒店行家主厨大使，擅长烹饪川菜、粤菜与闽菜。曾担任G20峰会、联合国世界旅游组织大会、全球财富论坛等晚宴主厨。
2019年，林述巍在湖南卫视节目《中餐厅》中担任主厨。与黄晓明等人在意大利经营中餐厅。由于在节目中经常被担任店长的黄晓明指责，主厨林述巍进入网民的视野并走红。